# Jacques Truilhier
Pour les articles homonymes, voir Truilhier.
Jacques Michel François Truilhier, né le 17 novembre 1772 à Marseille (Bouches-du-Rhône), mort le 19 août 1852 à Marseille (Bouches-du-Rhône), est un officier français de l'Empire.

## Biographie
Jacques Michel François Truilhier naît à Marseille le 17 novembre 1772. Son père, Michel Truilhier (1725-1786), est un riche négociant, allié à la noblesse marseillaise, grâce à son mariage avec Félicité Antoinette Madeleine Gabrielle Françoise Perrache de Pierrerüe (1750-1832). Petit-fils du premier échevin de Marseille Mathieu Truilhier, Jacques Truilhier grandit au sein d'une famille fortunée, influencée par les idées des Lumières, l'hiver dans un hôtel particulier situé Cours Isle, en face de l'église Saint-Homobon, à la belle saison au château de Sainte-Marthe, au nord de Marseille, un domaine situé entre Sainte-Marthe et Saint-Joseph. Il est le frère aîné d'Hilarion Truilhier (1779-1812).
La Révolution succéda à la mort du père de Jacques Truilhier qui se porta volontaire dans la compagnie générale de la Légion de Mirabeau, à l'Armée de Condé, en 1792 ; l'année suivante il participe au siège de Toulon. Le 6 brumaire an XI, il est nommé garde des fortifications de deuxième classe à l'Île de France (actuelle Île de la Réunion). Il rentre en métropole en 1804, affecté au camp de Bruges.
En 1806, il est nommé garde adjudant du Génie, et, à l'avant garde du 3ème corps, participe à la campagne d'Autriche, au combat de Muhldorf et à la bataille d'Iéna où, avec sa compagnie de sapeurs, il charge contre les prussiens, coupe la marche d'une colonne de 3000 hommes à hauteur du village de Steindorf et fait 1200 prisonniers. Il est alors grièvement blessé à la main gauche par le coup de sabre d'un officier prussien et, le même jour, reçoit une balle qui lui traverse le bras.
En 1807, lieutenant en second au deuxième bataillon de sapeurs, il participe à la campagne de Russie, au passage de la Vistule, aux batailles d'Eylau et de Friedland. Le 21 mars 1807, lieutenant, il est nommé aide de camp du général Hervo, le 14 mai il est nommé chevalier de la Légion d'honneur. En 1808, il participe à la campagne de Pologne puis, l'année suivante, à la campagne d'Autriche, au combat de Gengenbach, à la bataille d'Eckmühl, à l'assaut de Ratisbonne et à la bataille de Wagram. Le 6 juin 1809, il est nommé capitaine aide de camp du général Tousard. 
De 1810 à 1813, il est à nouveau nommé au 3ème corps.
Après la mort, à Hambourg, le 15 septembre 1813, du général Tousard, et vu l'état du blocus, le Maréchal Davout, attendant les ordres du ministre de la guerre, employa le capitaine Truilhier à son état major en qualité d'aide de camp. Le 8 septembre 1814, il est nommé capitaine aide de camp du lieutenant général du génie Milet de Mureau puis, le 29 septembre, il épouse, à Marseille, Félicité Élisabeth Sophie Delajus, originaire de Martinique et issue d'une famille fortunée de planteurs établie à Case-Pilote et au Carbet depuis le XVIIe siècle.
En 1815, il rentre à Marseille où il est nommé capitaine commandant la 10ème compagnie franche, à l'armée royale du midi, sous les ordres du duc d'Angoulême.
Il se retire au château de Sainte-Marthe, où il meurt le 19 août 1852.